# Vinröd glansparakit
Röd glansparakit (Prosopeia tabuensis) är en fågel i familjen östpapegojor inom ordningen papegojfåglar.

## Utseende och läte
Vinröd glansparakit är en stor och färgglad papegoja. Den är mörkröd på huvud och undersida och grön på ovansidan med blå hals och blå stjärt. Arten liknar röd glansparakit men har mörkare röd undersida, mer brunrött huvud och tydligt orangefärgade ögon. De överlappar heller ej i utbredningsområde. Lätena är typiska för papegojor, med bland annat nasala "erh" och "grrraah".

## Utbredning och systematik
Vinröd glansparakit förekommer huvudsakligen i Fiji och delas in i två underarter med följande utbredning:
- P. t. tabuensis – Vanua Levu, Kioa, Koro och Gau samt 'Eua (Tonga)
- P. t. taviuensis – Taveuni och Ngamea

## Status
Trots det begränsade utbredningsområdet och det faktum att den minskar i antal anses beståndet vara livskraftigt av internationella naturvårdsunionen IUCN.

## Bilder

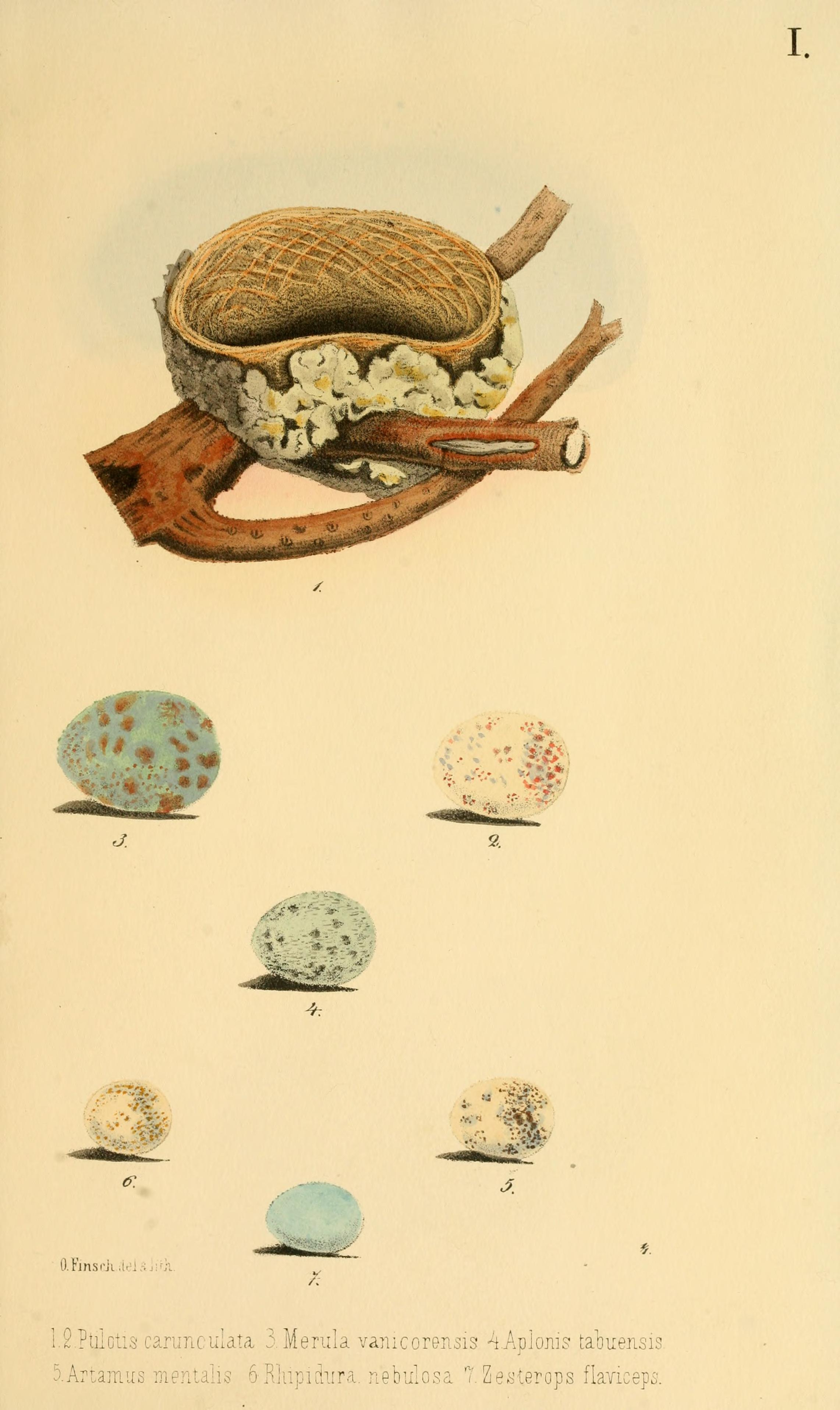
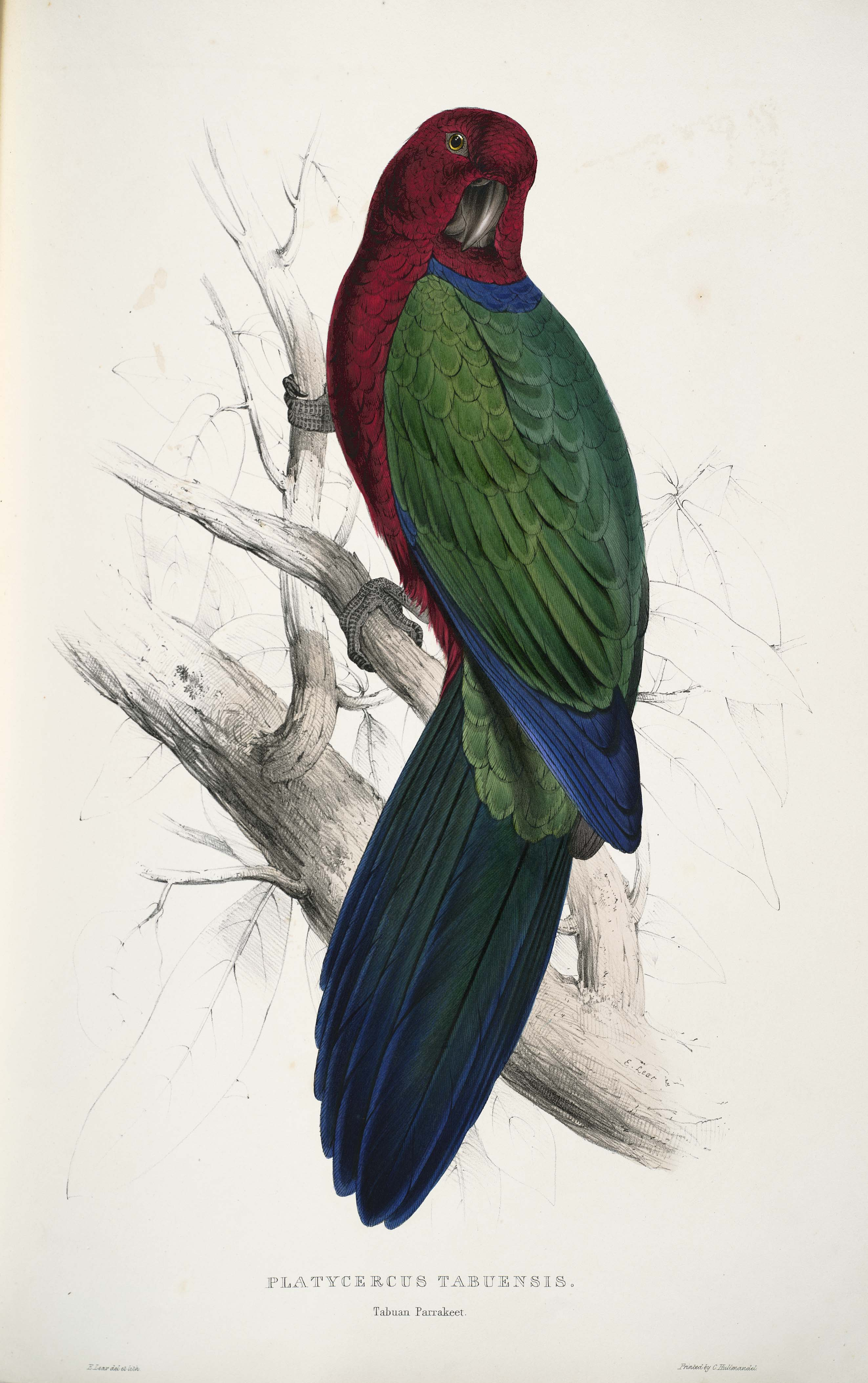